# ユニバーサルプレーヤー
ユニバーサルプレーヤーは、複数の種類のメディアを再生することができる音響機器。特に、CD・SACD・DVD・BDなど複数規格の光ディスクに対応した汎用プレーヤー（ドライブ）を指す。

## 概要
一般に、AV用の光ディスクメディアのうち、主に複数の種類の直径12cm（或いは8cm）のディスクを再生する機能を有する汎用プレーヤーに対する呼称として用いられる。中でも、少なくともDVD-AudioとSACDの両方を再生することができるプレーヤーに対して用いられることが多い。
CD/DVD-Video/DVD-Audio/SACD/BDなどは、同じ直径12cmの光ディスクでありながら、再生規格にそれぞれ差異がある。そのため、複数の種類のディスクを再生する場合、原則として異なる種類の再生機器が必要となり、金額面や設置場所、或いはアンプの接続端子の不足といった問題が生じる。また特定のプレーヤーの音質や機能が他方のプレーヤーに存在しないため、再生された画像や音声の品質或いは操作方法が均質にならず、利用者の利便性等が損なわれるという問題も生じる。これらの点を解決するために、複数の種類のディスクを再生する機能を有するプレーヤーが研究/開発される様になった。

## 用法
もともとの英語の"universal player"は「普遍的なプレイヤー」という意味で、複数のフォーマットのメディアを再生するプレーヤ一般を指して用いられる。QuickTime Player、RealPlayerやWindows Media Playerも"universal player"である。光ディスクの汎用プレーヤーという限定的な意味で用いるのは日本独特の用法である。
2007年にはBlu-ray DiscやHD DVDなどの青色レーザー用ディスクメディアに対応したプレーヤーも発表されており、これもユニバーサルプレーヤーと呼ばれている。

## 用例
自社のウェブサイトやカタログ、ニュースリリース等の記述内で当該製品をユニバーサルプレーヤーと呼称しているメーカーは以下の通り(50音順。ユニバーサル・プレーヤー/ユニバーサル DVD PLAYER と記述されている場合もある)。
| メーカー     | 当該製品                                 |
| ------------ | ---------------------------------------- |
| オンキヨー   | DV-SP504, DPS-6.7, RDV-1.1, DV-SP205FX   |
| サイテック   | DVP-750DX                                |
| デノン       | DVD-A1XVA                                |
| マランツ     | DV9600, DV7001, DV6001, DV-12S1, DV-12S2 |
| ヤマハ       | DVD-S2700, DVD-S1700                     |
| ラックスマン | DU-80, DU-7i                             |

※また、ユニバーサルプレーヤーとしてはオンキヨー&パイオニア（パイオニアブランド）、およびソニーの場合、ユニバーサルプレーヤーと呼称せず、単に「DVDオーディオ／ビデオ・SACDプレーヤー」、または「ブルーレイ・DVDオーディオ／ビデオ・SACDプレーヤー」、「ブルーレイ・DVDビデオ・SACDプレーヤー」、「Ultra HD ブルーレイ／DVDプレーヤー」などと呼称している。